# Oreophrynella weiassipuensis
Oreophrynella weiassipuensis é uma espécie de anfíbio da família Bufonidae. Pode ser encontrada no Tepui Wei-Assipu no estado de Roraima, no Brasil, e na Guiana.